# Monostorapáti
Monostorapáti es un pueblo ubicado en el distrito de Tapolca, en el condado de Veszprém, Hungría.

## Superficie
Posee una superficie de 25,59 kilómetros cuadrados.

## Demografía
Hasta 2019 la población era de 1088 habitantes, con una densidad de población de 42,52 habitantes por kilómetro cuadrado.